# Contea di Wetzel
La contea di Wetzel ( in inglese Wetzel County ) è una contea dello Stato della Virginia Occidentale, negli Stati Uniti. La popolazione al censimento del 2000 era di 17 693 abitanti. Il capoluogo di contea è New Martinsville.
Talvolta viene considerata come appartenente al panhandle settentrionale dello stato.